# Chân Ca
Chân Ca Hoàng hậu (tiếng Trung: 真哥皇后; tiếng Mông Cổ: Жэнгэ хатан; ? - 1327) là chính thất Hoàng hậu của Nguyên Vũ Tông, Hoàng đế thứ ba của nhà Nguyên trong lịch sử Trung Quốc.

## Cuộc đời
Hoàng hậu thuộc bộ lạc Hoằng Cát Lạt thị của Mông Cổ. Phụ thân bà là Bengbula, tổ phụ của bà là Tuolian.
Sử sách không ghi năm sinh và năm bà kết hôn với Nguyên Vũ Tông. Tuy nhiên bà được ghi nhận sống qua 5 đời Hoàng đế nhà Nguyên (từ Nguyên Thành Tông đến Nguyên Tấn Tông). Thời gian tại ngôi Hoàng hậu của bà khá ngắn (1310 - 1311). Ngoài bà, Vũ Tông còn lập Tốc Ca Thất Lý, em họ bà làm Hoàng hậu. Theo lệ hậu cung nhà Nguyên, có thể có hơn một Hoàng hậu đồng tại vị, song chỉ có Hoàng hậu nhận sách bảo mới được xem là Chính thất của Hoàng đế, vì vậy Chân Ca là Chính hậu duy nhất của Vũ Tông bấy giờ.
Tháng 1 năm 1311, Vũ Tông đột ngột qua đời, em trai ông là Hoàng thái đệ Ái Dục Lê Bạt Lực Bát Đạt lên ngôi. Chân Ca là hoàng tẩu nên không tôn Hoàng thái hậu, nhưng bà không con nên xuất gia đi tu vào năm 1313.
Năm Thái Định thứ 3 1327, Chân Ca hoàng hậu qua đời. Nguyên Tấn Tông, tức Thái Định Đế truy thụy cho bà là Tuyên Từ Huệ Thánh hoàng hậu (宣慈惠圣皇后).